# Крістіан Кульчар
Крістіан Кульчар (угор. Krisztián Kulcsár, нар. 28 червня 1971, Будапешт, Угорщина) — угорський фехтувальник на шпагах, дворазовий срібний призер Олімпійських ігор (1992 та 2004 рік), триразовий чемпіон світу та дворазовий чемпіон Європи.

## Виступи на Олімпіадах
| Олімпіада      | Дисципліна          | Місце |
| -------------- | ------------------- | ----- |
| Барселона 1992 | індивідуальна шпага | 13    |
| Барселона 1992 | командна шпага      | 2     |
| Атланта 1996   | індивідуальна шпага | 22    |
| Атланта 1996   | командна шпага      | 6     |
| Афіни 2004     | командна шпага      | 2     |
| Пекін 2008     | індивідуальна шпага | 18    |
| Пекін 2008     | командна шпага      | 5     |